# 六氰合二镍(I)酸钾
六氰合二镍(I)酸钾是一种无机化合物，化学式为K4[Ni2(CN)6]，分子中存在Ni-Ni键。它是亮红色固体，在空气中放置因氧化而缓慢变黄。

## 制备
在液氨中，用金属钾还原四氰合镍(II)酸钾可以得到六氰合二镍(I)酸钾。

## 化学性质
六氰合二镍(I)酸钾可以在液氨中，被钾进一步还原为四氰合镍(0)酸钾 - K4[Ni(CN)4]。
其水溶液在氰离子的存在下会缓慢氧化：
[Ni2(CN)6]4- + 2 H2O + 2 CN− → 2 [Ni(CN)4]2- + H2 + 2 OH−